# Richard Hamilton (artiste)
Pour les articles homonymes, voir Richard Hamilton et Hamilton.
Richard Hamilton, né le 24 février 1922 à Pimlico et mort le 13 septembre 2011 à Londres, est un artiste peintre et graphiste britannique, à l'origine du pop art en Angleterre.

## Biographie
Richard Hamilton est né le 24 février 1922 à Londres.
Il suit des cours à la Royal Academy puis (de 1948 à 1951) fréquente la Slade School of Fine Art de Londres. Il fait partie du Independent Group créé au sein de l'Institut d'art contemporain de Londres, à l'origine d'expositions très marquantes, en particulier This is Tomorrow (1956), qui crée le pop art. Il définit lui-même le pop art comme un art : " populaire, éphémère, jetable, bon marché, produit en masse, séduisant, plein d'astuces, et qui rapporte gros ". Son œuvre Just what is it that makes today's homes so different, so appealing? est l'une des premières de ce mouvement. Elle est considérée comme l’œuvre fondatrice de ce mouvement le pop art. Comme ses confrères américains, ils stigmatisent surtout les clichés du monde des mass media et de la consommation à outrance. Il organise la première rétrospective européenne de Marcel Duchamp à la Tate modern en 1966. Il a également imaginé avec Paul McCartney la pochette de l'Album blanc des Beatles.
Après avoir pratiqué la peinture abstraite, il revient à l'art figuratif dans les années 1990.
Il est reçu membre de l'Ordre des compagnons d'honneur (CH) en 2000. Richard Hamilton est aussi récipiendaire, en 2008, du Praemium Imperiale.
Richard Hamilton meurt le 13 septembre 2011 à Londres.

## Œuvres (sélection)
- 1956 : Just what is it that makes today's homes so different, so appealing?, à la Kunsthalle, à Tübingen.
- 1964 : My Marilyn[2] (paste-up), au Musée Ludwig, à Cologne.
- 1968 : L'Irak, au Musée du Louvre, à Paris.
- 1969 : Study for a fashion plate

## Récompenses et distinctions
- 1969 : Prix de peinture John Moores pour Toaster [3]